# محطة قطار جامعة مصطفى بن بولعيد
محطة قطار جامعة مصطفى بن بولعيد أو محطة قطار فسديس هي محطة قطار جزائرية تقع في بلدية فسديس، ولاية باتنة. يخدم جامعة مصطفى بن بولعيد (جامعة باتنة 2).

## الموقع في السكك الحديدية
تقع المحطة شمال شرق مدينة فسديس، على الخط الممتد من القرّاح إلى تقرت. تسبقها محطة جرمة وتتبعها محطة باتنة.

## خدمة الركاب

### خدمة
تخدم المحطة قطارات إقليمية توفر اتصال عين التوتة - جرمة.

## روابط خارجية
- "SNTF". Société nationale des transports ferroviaires (SNTF). مؤرشف من الأصل في 2025-06-02.